# Saleh Ould Hanenna
Saleh Ould Hanenna (1965 o 1966) es un antiguo militar de Mauritania y figura política del país, líder del Partido Mauritano para la Unión y el Cambio.
Hanenna sirvió en el Ejército de Mauritania y llegó al grado de Mayor antes de ser expulsado en 2000. En junio de 2003, lideró un intento de golpe de Estado, para derrocar al Presidente de Mauritania, Maaouya Ould Sid'Ahmed Taya. Estuvo al frente de una facción rebelde del ejército durante dos días de intensos combates en la capital del país, Nuakchot. Tras el fracaso del golpe, Hanenna consiguió escapar, y formó un grupo denominado Caballeros del Cambio con Mohamed Ould Cheikhna, pero fue finalmente arrestado el 9 de octubre de 2004.
El Gobierno de Mauritania acusó a Hanenna de tratar de organizar un golpe de Estado en, al menos, dos ocasiones, en agosto y septiembre de 2004, con el presunto apoyo de Libia y Burkina Faso. En el juicio se solicitó para él pena de muerte, aunque el veredicto lo condenó a cadena perpetua el 3 de febrero de 2005.
En agosto de 2005, Ely Ould Mohamed Vall dirigió un golpe de Estado que acabó derrocando al gobierno. El Consejo Militar para la Justicia y la Democracia, creado como gobierno tras el golpe, amnistió a Hanenna a principios de septiembre del mismo año.
Hanenna participó en las elecciones presidenciales de Mauritania en 2007 con el apoyo de los islamistas, quedando en la primera vuelta en sexta posición, con el 7,65% de los votos, apoyando en la segunda vuelta a Ahmed Ould Daddah.
Tras el golpe de Estado de 2008 que depuso al Presidente Sidi Ould Cheikh Abdallahi y al primer ministro Yahya Ould Ahmed Waghf, Hanenna manifestó su apoyo al golpe y su disposición a formar parte del nuevo gobierno.